# Jørre Kjemperud
Jørre André Kjemperud (Vikersund, 31 augustus 1968) is een beachvolleyballer uit Noorwegen. Samen met Vegard Høidalen werd hij eenmaal Europees kampioen en won hij een bronzen medaille bij de wereldkampioenschappen. Daarnaast nam hij deel aan drie opeenvolgende Olympische Spelen.

## Carrière

### 1994 tot en met 2000
Kjemperud begon met volleybal in de zaal en debuteerde in 1994 als beachvolleyballer in de FIVB World Tour met Kris Hjeltnes. Het duo deed over twee jaar mee aan zeven toernooien met een een-en-twintigste plaats in Miami als beste resultaat. Vervolgens wisselde hij in 1995 van partner naar Vegard Høidalen – met wie hij het gros van zijn carrière zou blijven spelen. Kjemperud en Høidalen waren datzelfde seizoen nog actief op vijf toernooien. In 1996 kwamen ze bij zes toernooien op het mondiale niveau tot een dertiende plaats op Tenerife. Het jaar daarop werden ze in Riccione Europees kampioen door hun landgenoten Jan Kvalheim en Bjørn Maaseide in de finale te verslaan. Daarnaast namen ze deel aan de eerste wereldkampioenschappen in Los Angeles; het duo werd in de eerste ronde uitgeschakeld door de Brazilianen Zé Marco en Emanuel Rego. In de World Tour speelden ze verder tien wedstrijden waarbij drie negende plaatsen werden behaald (Berlijn, Lignano en Marseille). In 1998 deden Kjemperud en Høidalen mee aan dertien internationale toernooien. In Berlijn boekten ze hun eerste – en enige – overwinning in de World Tour en in Mar del Plata behaalden ze een negende plaats. Bij de EK in Rodos wonnen de titelverdedigers het brons.
Het daaropvolgende seizoen kwamen ze bij de EK in Palma niet verder dan een negende plaats. Bij de WK in Marseille werd de eerste wedstrijd van het Portugese duo João Brenha en Miguel Maia verloren, waarna Kjemperud en Høidalen de volgende wedstrijd werden uitgeschakeld door de Amerikanen Bill Boullianne en Ian Clark. In de mondiale competitie kwamen ze bij twaalf toernooien tot een zevende plaats in Mar del Plata en een negende plaats in Stavanger. In 2000 deed het tweetal in aanloop naar de Olympische Spelen in Sydney mee aan dertien toernooien in de World Tour. Daarbij behaalden ze onder meer een tweede plaats (Marseille), drie vierde plaatsen (Macau, Klagenfurt en Oostende) en een vijfde plaats (Chicago). In Sydney verloren ze de achtste finale van de latere olympisch kampioenen Dain Blanton en Eric Fonoimoana en eindigden ze op een gedeelde negende plaats. Na afloop behaalden ze hetzelfde resultaat bij het Open-toernooi van Vitória. Bovendien wonnen Kjemperud en Høidalen in Getxo de bronzen medaille bij de EK ten koste van Dmitri Karasev en Sergej Sajfoelin uit Rusland.

### 2001 tot en met 2004
Het jaar daarop wonnen ze bij de EK opnieuw het brons door het Oostenrijke duo Clemens Doppler en Peter Gartmayer in de troostfinale te verslaan. Bij de WK in Klagenfurt bereikte het duo de halve finale die verloren werd van de Brazilianen Ricardo Santos en José Loiola; in de wedstrijd om het brons waren Kjemperud en Høidalen te sterk voor het Amerikaanse tweetal Christian McCaw en Robert Heidger. In de World Tour was het duo verder actief op tien toernooien, waarbij onder meer twee vijfde (Stavanger en Espinho) en drie zevende plaatsen (Berlijn, Marseille en Mallorca) werden behaald. In 2002 namen ze deel aan tien toernooien in de mondiale competitie. Ze kwamen daarbij tot een derde plaats in Klagenfurt en een vijfde plaats in Stavanger. Daarnaast wonnen ze voor de derde keer op rij de bronzen medaille bij de EK in Bazel, ditmaal ten koste van Doppler en Nik Berger uit Oostenrijk.
Het daaropvolgende seizoen speelden Kjemperud en Høidalen in aanloop naar de WK in Rio de Janeiro negen wedstrijden in de World Tour. Ze behaalden daarbij onder meer een tweede plaats in Espinho en vijfde plaatsen in Rodos, Berlijn en Marseille. In Rio bereikte het duo de achtste finale die verloren werd van Brenha en Maia. Bij de EK in Alanya kwamen ze ook niet verder dan een negende plaats, nadat de achtste finale verloren werd van de Letten Jānis Grīnbergs en Austris Stals. In 2004 deden ze met wisselend succes mee aan twaalf mondiale toernooien; in Espinho en Stare Jabłonki werden ze respectievelijk tweede en derde en bij de overige tien toernooien kwamen ze niet verder dan een dertiende of zeventiende plaats. Bij de EK in Timmendorfer Strand eindigden ze als negende nadat ze door het Duitse duo David Klemperer en Niklas Rademacher in de achtste finale werden uitgeschakeld. Bij de Olympische Spelen in Athene was de achtste finale eveneens het eindstation; deze werd verloren van de latere kampioenen Ricardo en Emanuel. Na afloop van de Spelen gingen Kjemperud en Høidalen uit elkaar. Kjemperud speelde in september nog een wedstrijd in Rio met Iver Andreas Horrem.

### 2005 tot heden
Van 2005 tot en met 2008 partnerde Kjemperud met Tarjei Skarlund. Het eerste seizoen deed het tweetal mee aan veertien reguliere FIVB-toernooien met onder meer een zevende (Zagreb) en twee negende plaatsen (Gstaad en Kaapstad) als resultaat. Bij de WK in Berlijn verloren ze in de derde ronde van de Duitsers Markus Dieckmann en Jonas Reckermann waarna ze in de herkansing werden uitgeschakeld door het Amerikaanse duo Jacob Gibb en Stein Metzger. Het jaar daarop namen ze deel aan veertien wedstrijden in het internationale circuit. Ze behaalden daarbij een vijfde plaats in Espinho, zevende plaatsen in Montreal en Acapulco en negende plaatsen in Shanghai, Stavanger en Vitória. Bij de EK in Den Haag verloor het tweetal in de derde ronde van de latere kampioenen Julius Brink en Christoph Dieckmann, waarna ze in de herkansing werden uitgeschakeld door de Spanjaarden Pablo Herrera en Raúl Mesa. In 2007 deden Kjemperud en Skarlund mee aan vijftien reguliere toernooien in de World Tour met een vierde plaats op Åland en een vijfde plaats in Roseto degli Abruzzi als beste resultaat. Bij de WK in Gstaad strandde het duo na drie nederlagen in de groepsfase. Daarnaast nam Kjemperud met Høidalen deel aan de EK in Valencia.
Het daaropvolgende seizoen speelden Kjemperud en Skarlund twaalf wedstrijden in de mondiale competitie. Ze eindigden daarbij eenmaal als vijfde (Shanghai), tweemaal als zevende (Barcelona en Marseille) en viermaal als negende (Berlijn, Moskou, Klagenfurt en Kristiansand). Daarnaast namen ze deel aan de Olympische Spelen in Peking; na drie nederlagen kwam het duo wederom niet voorbij de groepsronde. In november 2008 vormde Kjemperud opnieuw een team met Høidalen. Bij de WK in eigen land het jaar daarop bereikten ze de zestiende finale die verloren werd van de Oostenrijkers Florian Gosch en Alexander Horst. In de World Tour kwamen ze in twee seizoenen en 21 toernooien niet verder dan de zeventiende plaats. In 2011 speelde Kjemperud met Kim Hellum het Open-toernooi van Åland. Vanaf 2014 speelt Kjemperud aan de zijde van afwisselend Høidalen en Hellum sporadisch in de nationale en de Scandinavische competities. In 2020 en 2021 deed hij met Stian Opstahl verder mee aan drie kleinere toernooien in de World Tour.

## Palmares
Kampioenschappen
- 1997:  EK
- 1998:  EK
- 2000:  EK
- 2000: 9e OS
- 2001:  WK
- 2001:  EK
- 2002:  EK
- 2003: 9e WK
- 2004: 9e OS

FIVB World Tour
- 1998:  Berlijn Open
- 2000:  Marseille Open
- 2002:  Grand Slam Klagenfurt
- 2003:  Espinho Open
- 2004:  Espinho Open
- 2004:  Stare Jabłonki Open